# Smørbukk
Smørbukk is een Noorse stripreeks oorspronkelijk geschreven door Andreas Haavoll en oorspronkelijk getekend door Jens R. Nilssen. Later namen Solveig Muren Sanden en Håkon Aasnes het tekenen over. De scenario's werden vooral geschreven door Øyvind Dybvad, Johannes Farestveit en Aasnes.

## Inhoud
Deze stripreeks draait rond een mollige jongen die graag eet, genaamd Smørbukk. In de verhalen krijgt hij meestal een taak en meestal van zijn ouders, die hij dan samen met zijn vriend Trond zo goed mogelijk probeert uit te voeren.

## Publicatiegeschiedenis

### Nilssen-Dybvad-Haavoll-Farestveit (1938-1959)
De strip debuteerde in 1938 in het Noors tijdschrift Norsk Barneblad. Oorspronkelijk werd het geschreven door Andreas Haavoll met Jens R. Nilssen als tekenaar. Vanaf 1941 verschenen er albums van die uitgegeven werden door Norsk Barneblad.
Scenarist Haavoll werd al na een aantal afleveringen vervangen door Øyvind Dybvad. In 1944 verscheen deze serie echter niet door een papiertekort. In 1945 werd de reeks hervat. Later in 1956 werd Johannes Farestveit scenarist voor deze reeks. 

### Muren Sanden-Farestveit-Dybvad (1959-1983)
Eind de jaren 50 ging Nilssen op pensioen waarna hij 2 reeksen inclusief deze doorgaf aan Solveig Muren Sanden. In die periode verscheen het nog steeds in Norsk Barneblad. Sanden werd dus vanaf 1959 de nieuwe tekenares van deze strip in het tijdschrift, maar het laatste album getekend door Nilssen verscheen in 1960. In die periode waren Dybvad en Farestveit opnieuw de scenaristen.

### Aasnes-anderen (1983-heden)
In 1983 werd Håkon Aasnes de nieuwe tekenaar.
Vervolgens zou Aasnes zelf ook scenarist worden en Dybvad is opnieuw ook scenarist. Overige scenaristen in die periode zijn Ingvar Moe, Olav Norheim, Velle Espeland en Gard Espeland. In 2008 verscheen het nog steeds in Norsk Barneblad.

## Prijs
In 1973 ontving tekenares Muren Sanden en scenarist Farestveit voor deze strip de Kulturdepartementets priser for barne- og ungdomslitteratur in de categorie Tegneserieprisen.